# 双河県
双河県（そうか-けん）は中華人民共和国黒竜江省にかつて存在した県。現在の伊春市嘉蔭県北西部に相当する。
国共内戦期間中の1947年（民国36年）、中国共産党により解放区として設置された。1949年に廃止され管轄区域は仏山県に統合された。